# 阿斯克
阿斯克（法語：Ascq，法語發音：[ask]）是法国北部省的一个旧市镇。1970年，阿斯克与邻近的两个市镇合并为市镇阿斯克新城。

## 地理
阿斯克（50°37'9.74"N, 3°9'34.98"E）位于法国上法蘭西大區北部省，该省份为法国最北部的省份及最长的省份，西北濒北海，西接加来海峡省，南至埃纳省和索姆省，东与比利时接壤。
与阿斯克接壤的市镇（或旧市镇、城区）包括：阿纳普、科学城。
阿斯克的时区为UTC+01:00、UTC+02:00（夏令时）。

## 行政
阿斯克的邮政编码为，INSEE市镇编码为59020。

## 人口
阿斯克于1968年时的人口数量为3999人。